# イヴァン・バノヴィッチ
イヴァン・バノヴィッチ（クロアチア語: Ivan Banović、1984年2月1日 - ）は、クロアチアのサッカー選手。ユーゴスラビア社会主義連邦共和国のスプリト（現・クロアチア）出身。

## ネコ救出事件
2009年11月23日、NKメジムリェとHNKシベニクの対戦中、フィールドに迷い込んだネコを助け出し、ピッチの外まで連れて行った。これに対して、「許可なくピッチを離れた」としてイエローカードを受けた。